# Bitva o Damašek (2024)
Dne 7. prosince 2024 vstoupila syrská opoziční aliance Jižní fronta z jihu do guvernorátu Damašek a dostala se do vzdálenosti 20 km od hlavního města Damašku. V důsledku tohoto postupu se Syrská arabská armáda stáhla z několika míst na předměstí. Z jihovýchodu na město postupovala Nová syrská armáda podporovaná Spojenými státy.

## Průběh
Dne 7. prosince syrští povstalci oznámili, že začali obkličovat Damašek. Velitel povstalců Hasan Abd al-Ghaní prohlásil: „Naše síly zahájily závěrečnou fázi obkličování hlavního města Damašku“. Povstalci zahájili obkličování Damašku po dobytí města as-Sanamajn, které se nachází 20 km jižně od Damašku.
V odpoledních hodin se Syrská arabská armáda stáhla z několika měst nacházejících se v guvernorátu Damašek, včetně Asál al-Ward, Jabrúdu, Falíty, an-Násiríji a Artúzu, zatímco povstalci se přiblížili na 10 km od Damašku. Do večera provládní jednotky opustily města v bezprostřední blízkosti Damašku: Džaramáná, Qatana, al-Mu'addamíja aš-Šám, Darája, al-Kiswa, ad-Dumajr a Dar'á. Syrská vláda popřela tvrzení, že se její armáda stáhla z pozic v blízkosti města.
Podle Syrské observatoře pro lidská práva povstalci obsadili města Džaramáná, al-Mu'addamíja aš-Šám a Darája. V rámci obkličování povstalci postupovali také z východu směrem k Harastě. Na hlavním náměstí v Džaramáně demonstranti strhli sochu Háfize al-Asada. Večer se provládní jednotky stáhly z dalších předměstí, kde vypukly protesty.

### Místo pobytu Bašára al-Asada
Syrská státní média popřela tvrzení, že prezident Bašár al-Asad uprchl z Damašku, a odsoudila je jako „fámy a falešné zprávy“. Navzdory tomuto tvrzení nejmenovaný zdroj uvedl, že al-Asad se nenachází na žádném z míst, kde se obvykle zdržuje. Mimo jiné se na těchto místech nenacházela prezidentská stráž. Povstalci uvedli, že se jim nepodařilo najít al-Asada a snaží se ho najít. Dne 9. prosince 2024 bylo státními médii Ruska oznámeno, že al-Asad se svou rodinou se nachází v Moskvě, kde mu bude udělen azyl.

### Postup Nové syrské armády
Do bitvy se zapojila také Nová syrská armáda, která po dobytí Palmýry postupuje na Damašek ze severu.